# Расинг Сантандер
Реал Расинг Клуб де Сантандер (на испански: Real Racing Club de Santander) e професионален футболен клуб от испанския град Сантандер.

## Успехи
- Примера дивисион
  - Вицешампион – 1930-31
- Най-голямата победа в историята на испанския футбол (19:0 над Сантоня)
- 40 сезона в Примера дивисион
- 32 сезона в Сегунда дивисион
- 1 сезон в Сегунда дивисион B
- 4 сезона в Терцера дивисион

## Известни бивши футболисти
- Владимир Бесчастних
- Никола Жигич
- Хосе Амависка
- Мигел Муньос
- Сантиляна
- Виктор Санчес
- Улоф Мелбери

## Български футболисти
- Пламен Андреев: 2025-...